# Franco Lazzaroni
Franco Martín Lazzaroni (Sarmiento, 6 febbraio 1988) è un ex calciatore argentino, di ruolo difensore.

## Caratteristiche tecniche
È un difensore centrale.